# 파발
파발(擺撥)은 조선 시대 통신제도의 한 유형이다. 군사 기밀문서를 신속히 전달하기 위해 설치한 통신제도로, 제도화된 것은 1597년(선조 30년) 정유재란 때 김응남, 한준겸 등이 기능이 유명무실화된 봉수제에 대신해 중국의 파발제를 도입하고자 건의하면서 비롯되었다. 물론 이전부터 급주, 곧 보발은 부분적으로 실시된 바 있었다. 

## 파발조직의 구성
파발조직은 선조실록, 만기요람, 대동지지, 증보문헌비고 등 여러 문헌에 전하는데 참(站)의 수, 직(織)·간로(間路) 등이 다소 차이가 있다. 그중 증보문헌비고를 기준으로 하고 대동지지를 참고하여 정리하면 다음과 같다.
전국에 194개 (대동지지 205개)의 참(站)을 설치(경기도 19, 황해도 18, 평안도 6, 함경도 65, 충청도 5, 함경도 20)하여 이를 서발(西撥)·북발(北撥)·남발(南撥)의 3대로(三大路)에 편성하고, 지역에 따라 직로(直路)와 간로(間路)로 나누어, 기발(騎撥)과 보발 조직으로 전달케 했다. 
기발은 말을 타고 체송(遞送)하는 기마통신(騎馬通信)으로 25리(理)마다 1개의 참을 두고 참마다 발장(撥將) 1명, 색리(色吏) 1명, 군사 5명과 말 5필을 배치하였으며, 보발은 속보로 전하는 도보통신으로 30리마다 1참을 두어 발장 1명, 군사 2명을 배치하였다. 그리고 직로는 3개 노선에 136개의 참(서발 38, 북발 64, 남발 34)이 연결되고 간로는 지선으로 5개 노선(대동지지)에 58개의 참(서발 48, 북발 10)이 연결되었다. 
파발은 공조가 총괄하고 발군(撥軍)은 양인(良人)으로 편성하였는데, 속오군(束伍軍)· 정초군(精抄軍)·장무대(壯武隊: 기병)의 정병이 있었으며 왜란·호란 때는 궤군(潰軍)·노잔군(老殘軍)·한잡인(閑雜人)들도 배치하였다. 발장(撥長)은 글을 해석하고 무재가 있는 자를 뽑아 참의 장으로서 군사 다섯 명을 거느려 업무를 수행하게 하되 그 공과에 따라 체아직(遞兒職)인 정6품의 사과(司果)에 승진할 수 있었다.

## 파발의 전송방법
파발은 긴급을 요하기 때문에 주야(晝夜)로 달렸다. 파발의 속도는 1주야(24시간)에 약 300리 정도로 중국의 500~400리에 비해 늦은 것인데, 산악이 많은 지형 때문이었다. 파발의 전송방법은 기밀문서를 봉투에 넣어 실봉하고 관인을 찍은 다음 피각대(皮角帶)에 넣어 체송하였다.
일의 완급에 따라 방울을 달았는데 방울 셋을 달면 3급(急: 초비상), 둘은 2급((特急), 하나는 1급(普急)을 표시하였다. 전송을 지체한 자, 문서를 파손한 하거나 절취한 자는 법규에 따라 엄벌에 처하였으며, 지체를 막고 외적 및 도둑에 대비하게 하기 위하여 발군에게 창과 방패, 회력(廻歷)을 갖추게 하였다. 회력은 도착시각과 문서의 분실 여부를 기록한 것으로 대력(大歷)과 소력으로 구분하여 대력은 참에 비치하고 소력은 발군이 지참하여 그 근무실태를 확인하는 증거로 삼았다. 

## 파발제의 장점 및 단점
파발제는 봉수제보다 경비가 많이 드는 결점이 있었다. 그러나 봉수는 적정을 오직 주연야화(晝烟夜火)에 의한 5거(炬)의 방법으로만 전하여 그 내용을 자세히 알 수 없어 군령시달이 어렵고, 또한 구름과 안개로 인한 판단의 곤란과 중도에서의 단절 등 결점이 있었다. 반면 파발은 문서로 전달되어 보안유지는 물론 적의 병력수, 장비 이동상황, 그리고 아군의 피해 등을 자세히 전할 수 있는 장점이 있었다. 
파발은 본래의 임무 이외에 관리 및 외국사신 왕래의 편의도 제공하였는데, 점차 사목적 추구에 이용되어 발마의 남기(濫騎)와 심지어는 사문서 전달까지 맡아 피폐하고 발군은 이로 인한 교역으로 도망하는 자가 속출하였다. 그 뿐만 아니라 국가의 기밀이 엄수되어야 할 공문서를 훔쳐보는 사례가 있어 기밀이 누설되는 폐단도 있었다. 
조선 인조 ~ 숙종(17~18)세기때부터 파발제는 봉수제와 함께 운영되어 조선시대 군사통신체제의 골격을 이루었으나 갑오개혁이후 현대적인 전화·전신제도의 등장으로 폐지되었다.